# Ernsta confusa
Ernsta confusa is een vlinder uit de familie van de dikkopjes (Hesperiidae). De wetenschappelijke naam van de soort is voor het eerst gepubliceerd in 1925 door Lionel George Higgins.
De soort komt voor in Kenia, Tanzania, Zambia, Malawi, Mozambique, Zimbabwe, Zuid-Afrika en Swaziland.